# Bézu-le-Guéry
Bézu-le-Guéry település Franciaországban, Aisne megyében. Lakosainak száma 250 fő (2022. január 1.). Bézu-le-Guéry Coupru, Crouttes-sur-Marne, Domptin, Marigny-en-Orxois, Montreuil-aux-Lions, Villiers-Saint-Denis, Méry-sur-Marne, Nanteuil-sur-Marne és Sainte-Aulde községekkel határos.

## Népesség
A település népességének változása:
| Lakosok száma | 153  | 138  | 165  | 238  | 262  | 260  | 260  | 257  | 255  | 250  |
|               | 1968 | 1982 | 1990 | 2006 | 2013 | 2015 | 2017 | 2019 | 2020 | 2022 |